# 로니 제임스 디오
로니 제임스 디오(영어: Ronnie James Dio, 1942년 7월 10일 ~ 2010년 5월 16일)는 미국의 헤비 메탈 보컬리스트이자 작곡가이다.

## 생애
그는 Elf, Rainbow, Black Sabbath, Heaven & Hell에서 노래했고, 자신의 밴드 Dio를 만들어 활동했다. 또한 메탈 뮤지션들을 중심으로 Hear 'n Aid 라는 거대 프로젝트를 조직해 아프리카 난민들을 위한 기금을 모금하기도 했다. 그는 가장 파워풀한 헤비메탈 싱어로 널리 칭송 받았다. 죽기 전까지 그는 블랙 사바스의 밴드 메이트였던 토니 아이오미, 기저 버틀러, 비니 어피스와 함께 그들의 최고 명반의 이름을 딴 Heaven & Hell이라는 프로젝트를 결성해 작업을 했다. 그들의 첫 번째 스튜디오 앨범 ‘The Devil You Know’는 2009년 4월 28일 발매됐다. 디오는 헤븐 앤 헬 투어를 계획했으나, 2010년 5월 16일 끝내 위암을 이기지 못하고 가족들이 지켜보는 가운데 사망했다. 향년 69세 그가 마지막으로 녹음한 곡 중 하나는 그의 좌우명이라 할 만한“Metal Will Never Die"다.
디오는 흔히 악마의 뿔을 상징한다고 알려진 손 모양인 검지와 약지를 펴고 나머지 손가락을 구부린 손 모양을 헤비 메탈의 상징으로 만드는 데 크게 기여했다. 그러나 이 손 모양은 악마의 뿔이 아닌 자기 할머니가 어릴적 가르쳐준 악마의 눈을 찔러 죽이는 동작이라고 한다.

### 어린 시절 교육, 음악적 훈련
디오의 본명은 로날드 제임스 파다보나로 뉴햄프셔주 포츠머스에서 이탈리아인 아버지의 외동아들로 태어났다. 포츠머스에서 살던 디오의 가족은 디오가 어릴 때 뉴욕 주의 코틀랜드로 이사했다.
그가 원래 연주했던 악기는 트럼펫과 프렌치 혼이었다. 소년 시절 그는 라카빌리(로큰롤과 컨트리 음악의 혼합 장르)밴드에서 여러 싱글을 녹음하기도 했다. 고등학교 때 그는 The Vega Kings라는 밴드에 가입한다. 거기서 그는 베이스를 연주했다. 그는 마침내 밴드의 리드 싱어가 되는데, 이로 인해 그들은 밴드의 이름을 로니 & 럼블러즈로 바꿨다가 최종적으로 로지 앤 더 레드 캡스로 바꿨다. 그들의 첫 싱글은 1958년 Reb 레코드에서 발매됐다. A-Side의 'Lover'라는 곡에서는 전 리드 싱어인 Billy DeWolfe가 있지만, 디오의 백킹 보컬도 선명히 들린다. B-side의 'Conquest'는 연주곡으로 the Ventures의 스타일을 따라했는데, 여기서 디오는 트럼펫을 연주했다.
디오는 1960년 코틀랜드 시티 스쿨을 졸업했다. 그는 2004년 코틀랜드 시티 스쿨의 명예의 전당에 오른다. 1988년 11월 15일에는 코틀랜드 시에서 그의 이름을 딴 거리(Dio Way)가 만들어지기도 했다.
2007년 9월 19일 뉴욕주 Darien에 있는 Darien Lake Performing Arts Center에서 공연하던 중 그는 자신이 버팔로 대학에서 약학을 전공했었다는 것을 밝혔다. 그는 1960년부터 61년까지 학교를 다녔지만 졸업하지는 못했다. 왜냐하면 그가 신입생 때 새로운 밴드를 조직해서 활동했기 때문이다.
줄리어드 음대가 장학금을 제의 해오기도 했으나, 그는 락 음악을 추구했기 때문에 이를 받아들이지 않았다. 파워풀한 목소리로 정평이 나있는 디오지만, 그는 한 번도 트레이닝을 받아본 적이 없었다. 그는 그의 노래실력의 기초를 어릴 적 프렌치 혼을 배울 때 익힌 호흡기술 덕이라고 말한다.

## 커리어

### 초기
디오의 커리어는 1957년 뉴욕주 코틀랜드 시에서 시작된다. 훗날 로니 앤 럼블러즈로 바뀐 베가킹스에서 그는 베이스 기타를 맡았다. 보컬은 Billy DeWolfe였고, 기타는 Nick Pantas, 드럼은 Tom Rogers, 색소폰은 Jack Musci가 맡았다.
1958년 밴드는 약간의 멤버교체와 함께 다시 이름을 로니 앤 더 레드캡스로 바꾼다. 이 때부터 파다보나(디오의 본명)는 노래를 하기 시작한다. DeWolfe와 Musci가 밴드를 탈퇴하고, 새 기타리스트 Dick Botoff가 가입한다. 더 레드캡스는 Lover와 Conquest라는 두 싱글을 담은 앨범을 Reb Label에서 출시한다. Seneca에서는 "An Angel Is Missing"과 B사이드로 "What'd I Say"를 담은 앨범을 발매한다. (두 노래는 모두 파다보나가 불렀다.)
1961년 밴드의 이름은 다시 Ronnie Dio and The Prophets로 바뀐다. 이 라인업은 제법 오래갔으며 여러장의 싱글과 하나의 정규앨범을 남긴다. 어떤 이들은 몇 개의 싱글들은 디오의 솔로로 만들어졌다고 얘기 하지만, 디오를 비롯한 다른 이들은 모든 싱글을 밴드로서 만들었다고 주장한다.
파다보나는 1961년 마피아 Johnny Dio의 이름을 따서“Dio"로 개명한 뒤 프로페셔널 활동에 계속 매진했다. 세네카에서 두 번째로 싱글 앨범을 낼 때 그가 이 이름을 사용하자, 곧 그들의 밴드는 Ronnie Dio and the Prophets로 바뀐다. 밴드는 1967년까지 여러 장의 싱글앨범을 발표한다.
Ronnie Dio and the Prophets는 1967년 해체한다. 하지만 기타리스트 Nick Pantas와 디오는 the Electric Elves라는 새 밴드를 시작한다. 1969년 Elf로 이름을 단축한 뒤 Deep Purple의 공연의 오프닝을 서게 된다.

### Rainbow
디오의 보컬은 딥 퍼플의 기타리스트인 리치 블랙모어의 귀를 사로잡았고, 블랙모어가 딥퍼플을 떠나게 되자, 그는 디오와 엘프의 다른 멤버들을 불러 모아 Rainbow를 결성하게 된다. 레인보우는 Ritchie Blackmore's Rainbow라는 이름으로 1975년 데뷔 앨범을 발표한다. 지금은 고전명반의 반열에 들어선 Rising, Long Live Rock'n'Roll을 녹음하고, 라이브 앨범 On Stage를 발표한 뒤 디오는 블랙모어와의 음악적 견해차로 팀을 떠나게 된다. 블랙모어가 보다 상업적인 방향으로 밴드를 끌고 가고 싶어 했기 때문이다.

### Black Sabbath
1979년 레인보우를 떠난 디오는 Ozzy Osbourne이 떠난 Black Sabbath, 에 가입한다. 1980년 그들은 매우 성공적인 Heaven and Hell 앨범을 발표하였고, 오지의 탈퇴로 주춤하던 블랙 사바스는 다시금 활기를 찾았다. 그들은 비니 어피스를 영입해 Mob Rules 앨범을 녹음한다. 비니 어피스는 Heaven and Hell 투어 도중 가족문제로 인해 밴드를 떠난 빌 워드를 대체했다. 1982년에 발표한 앨범은 전작 만큼은 못했지만, 역시 히트했다. 라이브 앨범인 Live Evil의 믹싱 과정에서 원년 멤버들과 새 멤버(디오 + 비니 어피스)는 갈등을 겪었고, 결국 디오와 비니 어피스는 밴드를 탈퇴해 1982년 밴드 Dio를 결성한다. Dehumanizer 앨범에서 디오는 잠시 블랙새버스로 돌아가지만 앨범은 영국 차트 top 40 진입, 빌보트 차트 44위 등으로 약간 히트했을 뿐이다.

### Dio
블랙 사바스 탈퇴 이후에도 함께 밴드를 하고 싶었던 로니 제임스 디오와 비니 어피스는 1982년 Dio를 결성한다. 기타에 비비안 캠벨이, 베이스에는 레인 보우 시절부터 알고 지내던 지미 베인이 가입했다. 메탈 클래식이 된 Holy Diver가 담긴 그들의 데뷔 앨범은 검과 마법사 이야기를 다루는 클리쉐의 대표적 예로 헤비메탈, 하드록 씬에서 자주 패러디되었다. 밴드 멤버 교체가 계속되어 오리지널 멤버 중에는 디오만 남았다. 밴드 디오는 디오의 최대 관심사로 소수의 휴지기를 제외하면 항상 투어를 다니거나, 앨범 레코딩을 했다. 밴드는 마지막 앨범이 된 2004년 Master Of The Moon까지 10장의 앨범을 발매했다. 2005년 9월 디오는 Khabarovsk에서 시작하는 시베리아와 러시아의 극동 지역 투어를 했다. 2000년 Century Media는 Holy Dio: Tribute to Ronnie James Dio,라는 파워메탈 후배 뮤지션들이 디오의 곡을 커버한 디오 헌정 앨범을 발매했다. 디오가 Dio에서 마지막으로 녹음한 곡은 "Electra".다.

### Heaven & Hell
2006년 10월 디오가 블랙 사바스의 멤버인 토니 아이오미, 기저 버틀러, 비니 어피스와 재결합 해 그들의 가장 성공적인 앨범이었던 Heaven & Hell의 이름으로 투어에 나선다는 사실이 확인되었다. 토니 아이오미와 기저 버틀러가 오지 오스본과 함께 여전히 블랙 사바스를 하고 있었으므로, 그들은 Heaven & Hell 이름을 사용하게 됐다. 디오 버전의 블랙 사바스를 결성하는 데 있어서 다른 이름을 쓰는 것이 적절하다고 느껴졌다. 오리지널 블랙 사바스 드러머 빌 워드도 이 프로젝트에 참가하기로 되어 있었으나, 나중에 거부하게 됐다. 2008년 밴드는 98일 규모의 월드 투어에 나섰다. 밴드는 헤븐 앤 헬의 이름으로 The Devil You Know를 발표해 비평가와 대중 모두로부터 찬사를 받았다. 그들은 2010년에 새로운 앨범을 또 발표할 계획을 세웠다.

### 그가 관여한 다른 프로젝트들
1974년 디오는 딥퍼플의 베이시스트 로저 글러버가 프로듀스 한 컨셉트 앨범 The Butterfly Ball and the Grasshopper's Feast에서 노래를 불렀다. 딥퍼플 동창생인 글렌 휴지스와 데이빗 커버데일도 참여했다. 디오는 "Homeward"과 "Sitting in a Dream", 그리고 영국에서 싱글 커트된 "Love is All".을 불렀다.
1980년 디오는 Kansas의 멤버인 Kerry Livgren의 솔로 앨범인 Seeds of Change에서 To Live for the King", "Mask of the Great Deceiver"을 불렀다. Rainbow와 Black Sabbath에서 활동한 디오의 경력은 Livgren의 기독교 신자 팬들에게 논란이 되었다. (Livgren은 독실한 기독교인으로 밴드 음악 외에도 고스펠 음악 등을 만들기도 했다.) 특히 블랙 사바스와 디오는 크리스찬들에게 악마적으로 여겨졌다. 인터뷰에서 디오는 Kerry Livgren의 앨범을 ‘크리스챤’ 앨범이라고 생각하지 않으며, 자신은 Livgren을 돕기 위해 노래했을 뿐이라고 밝혔다.
1985년 디오는 Band Aid과 USA for Africa의 헤비메탈 버전으로 Hear'n Aid project를 만들었다. 헤비메탈 스타들을 총집결해 "Stars"를 녹음하고, 밴드들로부터 라이브 곡들을 받아 앨범을 발매하고, 수익금은 전부 아프리카를 위해 기부했다. 프로젝트는 1년만에 1백만 달러를 모금했다.
1997년 디오는 Pat Boone의 In a Metal Mood: No More Mr. Nice Guy에 까메오로 출연한다. 이 앨범은 유명한 헤비 메탈 노래들을 빅 밴드 스타일로 편곡해서 수록한 앨범이다. 디오는 팻 분이 부르는“홀리 다이버”에 백업 보컬로 등장한다.
코미디 배우로 유명한 잭 블랙의 밴드 Tenacious D는 디오라 이름 붙여진 디오 트리뷰트 송을 그들의 셀프타이틀 앨범에 담아 발표했다. 그들은 장난스럽게 디오에게 자신들에게“성화를 넘겨달라”고 노래하는데, 디오가 이를 받아들여 그들은 2002년 Killing The Dragon 앨범의 타이틀 곡 "Push"의 뮤직비디오에 출연하게 된다. 그 뒤 디오는 Tenacious D의 영화인 The Pick of Destiny에 출연해 스스로를 연기했다.
2005년 디오는 Queensrÿche의 위대한 Operation: Mindcrime 앨범의 연작 Operation: Mindcrime II에서 Dr. X의 역할을 맡기로 했다고 밝혔다. 그의 파트는 미로 녹화된 비디오를 통해 투어에 등장하게 되었다. 그리고 한 차례 무대에 올라 직접 노래를 불렀는데 이는 Mindcrime at the Moore DVD에 실려 있다.
2007년 1월 17일 디오는 헐리우드의 Sunset Boulevard.에 있는 Guitar Center에서 Rock Walk of Fame에 올랐다.

## 사생활
디오와 그의 첫 아내 Loretta Berardi(1941년 생)은 아들 Dan을 입양했다.
Berardi와 이혼 후에 그는 그의 매니져로 일했던 Wendy Galaxiola(1945년 생)와 결혼한다. 1980년대 그녀는 LA 락 밴드 Rough Cutt, Hellion의 매니저를 했다. 그는 사적 기부를 받아 운영 되는 조직인 Children of the Night의 사장이다. 이 조직은 성매매 여성들이 낳은 미국 아이들을 보살피는 일을 하고 있다. 디오는 죽을 때까지 Galaxiola와의 결혼관계를 유지했다.

### 암과 죽음
2009년 11월 25일 웬디는 디오가 위암 판정을 받았다는 발표를 한다.
| “ | 로니는 위암 초기 진단을 받았어요. 우리는 즉시 the Mayo Clinic에서 치료를 시작할 겁니다. 병마를 물리친 후 로니는 다시 그가 있어야 할 무대로 돌아올 거에요. 그가 가장 사랑하는 노래를 하고, 팬들을 위해 공연할 겁니다. 락큰롤은 오래갈 것이고, 디오도 오래갈 거에요. (Long live rock n' roll and Long live Ronnie) 로니의 쾌유를 빌어준 전 세계의 팬들과 친구들에게 감사합니다. 당신들의 격려는 로니가 용기를 갖고 일어서는 데 큰 힘이 됩니다. | ” |

2010년 3월 14일 웬디가 디오의 컨디션에 대해 한 포스팅:
| “ | 로니는 7번째 항암치료를 했습니다. x-ray를 찍고 내시경 검사를 했는데 결과가 좋습니다. 종양은 상당히 줄어들었습니다. 휴스턴 암센터 방문은 이제 3주에서 2주로 줄어들었습니다. | ” |

2010년 5월 4일, Heaven & Hell은 여름투어 일정이 디오의 건강 문제로 취소되었음을 발표한다.
디오는 2010년 5월 16일 아침 7시 45분 위암 전이로 인해서 사망한다.

### 디오의 공식 홈페이지에서 웬디가 한 말
| “ | 오늘 나의 가슴은 무너졌습니다. 로니는 5월 16일 7시 45분에 사망했습니다. 많은, 정말 많은 친구들과 가족들이 그가 평화롭게 잠들기 전에 작별 인사를 나눌 수 있었습니다. 로니는 그가 모두로부터 얼마나 사랑 받았는지 잘 알고 있었습니다. 모두가 우리에게 지금껏 보여준 사람과 지지에 감사드립니다. 저희에게 이 끔찍한 상실을 처리할 사적인 시간을 며칠 주세요. 로니가 당신들을 사랑했음을, 그의 음악은 영원히 살아 숨쉴 것을 꼭 알아주세요. | ” |

2010년 5월 30일 오후 2시 Forest Lawn Hollywood Hills에 있는 The Hall Of Liberty,에서 로니의 공개추도회가 열렸다. 6300대의 차가 몰려들었다. 홀은 1500명의 사람들로 가득 찼고, 미처 들어오지 못한 다른 팬들은 홀 바깥에 앉아 라이브 스크린을 통해 지켜보았다. 친구, 가족, 전, Rudy Sarzo, John Payne, Glenn Hughes, Joey Belladonna와 Dio/Heaven & Hell에서 키보드를 연주했던 Scott Warren을 비롯한 전. 현 밴드 메이트들이 발언하고, 연주했다. 엘프에서부터 그의 마지막 프로젝트인 헤븐 & 헬까지 디오의 일대기를 담은 다큐멘터리가 스크린에서 상영됐다. 참석한 모두는 디오가 잠든 관을 바라 볼 수 있었다. The Westboro Baptist Church는 디오가 생전에 악마를 찬양했다고 비난하며 소규모 집회를 열었다. 웬디 디오는 장례식 참가자들에게 침례교도들의 항의 집회를 무시해줄 것을 부탁했다.
| “ | 로니는 편견과 폭력을 싫어했습니다. 우리는 그들이 모르는 사람을 싫어할 줄 밖에 모르는 이 사람들을 향해 다른 쪽 뺨을 내어주어야 합니다. 우리는 우리가 아는 사람들을 사랑하는 법만을 아니까요! | ” |

### 유산
디오의 커리어는 1957년부터 2010년까지 무려 54년 이어진다. 이 기간 동안, 특히 21세기에 그는 많은 헌정과 상을 수상했다. 2004년 코틀랜드 시티 홀의 명예의 전당에 올랐으며, Dio Way라는 디오의 이름을 딴 거리가 뉴욕주 코틀랜드 시에 생기기도 했다. Classic Rock Magazine은 디오에게 년마다 개최하는 "Roll Of Honour"에서 "Metal Guru Award" 상을 수여했다. 2007년 1월 디오는 Guitar Center의 Rock Walk of Fame에 올랐다. 2010년 4월 Revolver Golden Gods Awards은 The Devil You Know에서의 퍼포먼스를 바탕으로 디오에게 "Best Metal Singer" 상을 주었다. 67세의 디오는 이 상의 최연로 수상자가 되었다. 그는 이 상을 직접 수상하러 왔는데, 이것이 그가 대중 앞에 나서는 마지막 자리가 되었다. 한 달 후 디오는 사망했다. 록 페스티벌 Bloodstock Open Air은 그가 죽기 전 발표한 헤븐 앤 헬을 기리는 의미에서 그의 이름을 따서 메인 스테이지 이름을 정했다.

## 밴드 연대기
- The Vegas Kings (1957–1958)
- Ronnie & The Rumblers (1958)
- Ronnie and the Red Caps (1958–1961)
- Ronnie Dio and the Prophets (1961–1967)
- The Electric Elves (1967–1969)
- The Elves (1969–1970)
- Elf (1970–1975)
- Rainbow (1975–1979)
- Black Sabbath (1979–1982)
- Dio (1982–1991)
- Black Sabbath (1991–1992)
- Dio (1993–2010)
- Black Sabbath (2006) (Recording of three new songs for Black Sabbath: The Dio Years)
- Heaven & Hell (2006–2010)